# Catherine Herron
Catherine Herron (ur. 24 czerwca 1985 w Chambly) – kanadyjska hokeistka i trenerka.

## Kariera zawodowa

### Kariera jako zawodniczka
Catherine Herron rozpoczęła grę w hokeja w wieku ośmiu lat, zachęcona do tego przez swojego wujka Denisa Herrona, który był zawodnikiem takich klubów, jak Montreal Canadiens, Pittsburgh Penguins i Kansas City Scouts. Do 14 lat Catherine grała w drużynach chłopięcych.  
Herron rozegrała 2 sezony (2002–03 i 2003–04) w klubie St. Lawrence College Patriots, będącym w lidze College Women's Hockey League, potem zaś 4 sezony w AZS McGill University Martlets, który brał udział w rozgrywkach Canadian University Championship. W sezonie 2009-10 była główną bramkarką w AZS University of Montreal Carabins. Rozegrała tam 15 meczów (833 minuty na lodowisku). Klub ten ukończył w tym sezonie rozgrywki na drugim miejscu w tabeli, co pozwoliło na udział w play-offach.
W 2010 roku Herron zaczęła grę w klubie Montreal Stars w lidze Canadian Women's Hockey League (CWHL). Była drugą bramkarką i zagrała jedynie w trzech spotkaniach ligowych, w następnym sezonie broniła bramki Starsów w czterech meczach. W sezonie 2013/2014 jej pozycja w klubie wzrosła, co spowodowało, że zagrała w 18 spotkaniach. W 2015 roku odeszła z klubu.

### Kariera jako trener
W sezonie 2015-16 Catherine Herron trenowała bramkarki klubu St. Lawrence College Patriots, w następnym sezonie wróciła do czynnej gry na lodowisku, w żeńskim klubie Canadiennes de Montreal. 

## Statystyki w CHWL
| Sezon     | Drużyna                 | Liga | GP | GAA  | SVS%  |          | GP | GA   | SVS%  |
| --------- | ----------------------- | ---- | -- | ---- | ----- | -------- | -- | ---- | ----- |
| 2017/2018 | Canadiennes de Montreal | CHWL | 5  | 3,73 | 0,840 |          |    |      |       |
| 2016/2017 | Canadiennes de Montreal | CHWL | 9  | 2,45 | 0,893 |          |    |      |       |
| 2014/2015 | Montreal Stars          | CHWL | 6  | 2,47 | 0,900 |          |    |      |       |
| 2013/2014 | Montreal Stars          | CHWL | 18 | 2,11 | 0,908 | Playoffy | 3  | 1,90 | 0,923 |
| 2011/2012 | Montreal Stars          | CHWL | 4  | 2,27 | 0,919 |          |    |      |       |
| 2010/2011 | Montreal Stars          | CHWL | 3  | 2,33 | 0,924 |          |    |      |       |

## Osiągnięcia i odznaczenia
- dwukrotnie Clarkson Cup Champion (2011 i 2012)
- 2 regularnie rozgrywane sezony w CWHL (2010–11) i (2011–12).
- Sezon 2009-10 - tytuł Najlepszej Zawodniczki Roku Montreal Carabins na University of Montreal
- Sezon 2004-05 - wytypowana do Rookie Teamu Canadian University Championship (do drużyny McGill Martlets)
- Sezon 2003-04 - wybrana najlepszą zawodniczką roku w pierwszej drużynie college stars, grając dla St. Lawrence College Patriots.